# The Bachelor
The Bachelor (tạm dịch: Người độc thân) là chương trình truyền hình thực tế về hẹn hò và tình cảm của Hoa Kỳ, lên sóng lần đầu ngày 25 tháng 3 năm 2002 trên kênh ABC. Trong sê-ri này, một người đàn ông (nhân vật bachelor, thường được đánh giá là thành đạt và có ngoại hình ưa nhìn) sẽ tìm bạn gái cho mình trong một nhóm khoảng 25 thí sinh nữ. Nhân vật nam chính sẽ tìm hiểu các cô gái qua mỗi tập, thông qua những sự kiện, hoạt động xã hội được chương trình đưa ra. Cuối mỗi tập, các cô gái sẽ nhận được một bông hoa hồng từ nam chính, tượng trưng cho việc được tiếp tục ở lại cuộc thi. Trong khi đó, cô gái không nhận được hoa hồng sẽ phải ra về.
Tại Mỹ, chương trình hiện đã phát sóng được hơn 20 mùa, MC chương trình là Chris Harrison. Với sự thành công của sê-ri, nhà sản xuất đã ra mắt các phần spin-off khác như The Bachelorette (nữ chính và các thí sinh nam), Bachelor Pad, Bachelor in Paradise, Bachelor in Paradise: After Paradise, và The Bachelor Winter Games.

## Các phiên bản quốc tế
Đang trình chiếu
     Đã ngừng trình chiếu
| Quốc gia          | Tên                                       | MC                                                                             | Đài                                           | Ngày ra mắt lần đầu                          |
| ----------------- | ----------------------------------------- | ------------------------------------------------------------------------------ | --------------------------------------------- | -------------------------------------------- |
| Úc                | The Bachelor Australia                    | Osher Günsberg                                                                 | Network Ten                                   | 8 tháng 9 năm 2013                           |
| Brasil            | The Bachelor                              | Fábio Arruda                                                                   | RedeTV!                                       | 21 tháng 11 năm 2014                         |
| Canada            | The Bachelor Canada                       | Tyler Harcott                                                                  | City                                          | 3 tháng 10 năm 2012                          |
| Trung Quốc        | 黄金单身汉 The Bachelor                   | Qiu Qiming                                                                     | Mango TV (kênh quốc tế)                       | 1 tháng 10 năm 2016                          |
| Pháp              | Bachelor, le gentleman célibataire        | Stéphane Rotenberg (2003–2005) Grégory Ascher (2013–2014) Boris Ehrgott (2016) | M6 (2003–05) NT1 (2013–16)                    | 7 tháng 5 năm 2003                           |
| Phần Lan          | Suomen unelmien poikamies                 | Sami Kuronen                                                                   | Nelonen                                       | Tháng 2, 2008                                |
| Hy Lạp            | The Bachelor                              |                                                                                | ANT1                                          | 2018                                         |
| Đức               | Der Bachelor                              | Arne Jessen (2003) none (2011–)                                                | RTL                                           | 19 tháng 11 năm 2003 4 tháng 1 năm 2011      |
| Ấn Độ, Tamil Nadu | எங்க வீட்டு மாப்பிள்ளை Enga Veetu Mapillai         | Sangeetha Krish                                                                | Colors Tamil                                  | 20 tháng 2 năm 2018                          |
| Ấn Độ, Kerala     | Aryakku Parinayam                         | Sangeetha Krish                                                                | Flowers TV                                    | 26 tháng 2 năm 2018                          |
| Indonesia         | The Bachelor Indonesia                    | Arie Untung                                                                    | RCTI                                          | 2018                                         |
| Israel            | הרווק Haravak                             | Guy Geyor                                                                      | Channel 10                                    | 2009                                         |
| Ý                 | The Bachelor - L'uomo dei sogni           | Cristina Parodi                                                                | Canale 5                                      | 26 tháng 6 năm 2003                          |
| Nhật Bản          | バチェラー・ジャパン The Bachelor Japan   | Kouji Imada                                                                    | Amazon Prime TV Video                         | 2017                                         |
| New Zealand       | The Bachelor New Zealand                  | Mike Puru                                                                      | TV3                                           | 17 tháng 3 năm 2015                          |
| Na Uy             | Ungkaren                                  | Christopher Dons                                                               | TVNorge                                       | 2003                                         |
| Ba Lan            | Kawaler do wzięcia                        | Krzysztof Banaszyk                                                             | TVN                                           | 8 tháng 10 năm 2003                          |
| Romania           | Burlacul                                  | Lucian Marinescu (1) Cătălin Botezatu (2-4) Andreea Mantea (5-)                | Antena 1                                      | 8 tháng 6 năm 2010                           |
| Nga               | Холостяк Holostyak                        | Petr Fadeev                                                                    | TNT                                           | 10 tháng 3 năm 2013                          |
| Thụy Sĩ           | Der Bachelor                              |                                                                                | 3+                                            | 30 tháng 10 năm 2013                         |
| Slovenia          | Sanjski moški                             |                                                                                | POP TV                                        | Tháng 9, 2004                                |
| Anh Quốc          | The Bachelor                              | Jeremy Milnes Hugo Speer                                                       | BBC Three (2003–05) Channel 5 (2011–12, 2019) | 30 tháng 3 năm 2003 19 tháng 8 năm 2011 2019 |
| Thái Lan          | The Bachelor Thailand                     | Natpawin Kulkanlayadee                                                         | ONE                                           | 27 tháng 8 năm 2016                          |
| Ukraina           | Холостяк Holostyak                        | Hryhoriy Reshetnyk                                                             | STB                                           | 17 tháng 3 năm 2011                          |
| Việt Nam          | The Bachelor Vietnam - Anh chàng độc thân | Khôi Trần                                                                      | HTV7                                          | 14 tháng 8 năm 2018                          |